# Зустріч святого Еразма і святого Маврикія
«Зустріч святого Еразма і святого Маврикія» — картина Маттіаса Грюневальда, написана близько 1517 року на замовлення Альбрехта Бранденбурзького як вівтарний образ для церкви в місті Галле. Нині зберігається в Старій пінакотеці.

## Сюжет і композиція
Святий Еразм гордо стоїть праворуч в розкішному єпископському вбранні. В правій руці він тримає свідчення своїх мук — воріт, обернений нутрощами, котрі мучителі вирвали з його тіла. Навпроти нього стоїть святий Маврикій в срібних обладунках. Він звертається до святого Еразма піднявши свою у білій рукавичці руку. Маврикій, за переказами, був керманичем так званого «Фівського легіону», першого в Римі легіону, в якому служили виключно солдати-християни. Цей легіон розташовувався у Фівах в Єгипті і був винищений у Швейцарії в долині річки Рони через відмову взяти участь у покаранні одновірців з числа місцевого населення. Позаду святого Еразма стоїть абат, учений, радник архієпископа. Позаду святого Маврикія — його огрубілі солдати. Пози, рухи, вбрання, вирази облич і забарвлення чотирьох постатей, зображених на картині, блискуче характеризують різні прошарки середньовічного суспільства. Очільник духовенства Європи зустрічається з очільником солдат Африки. Можна сказати, це церковно-політична зустріч на світовій сцені, документ могутності і блиску католицизму двох континентів.

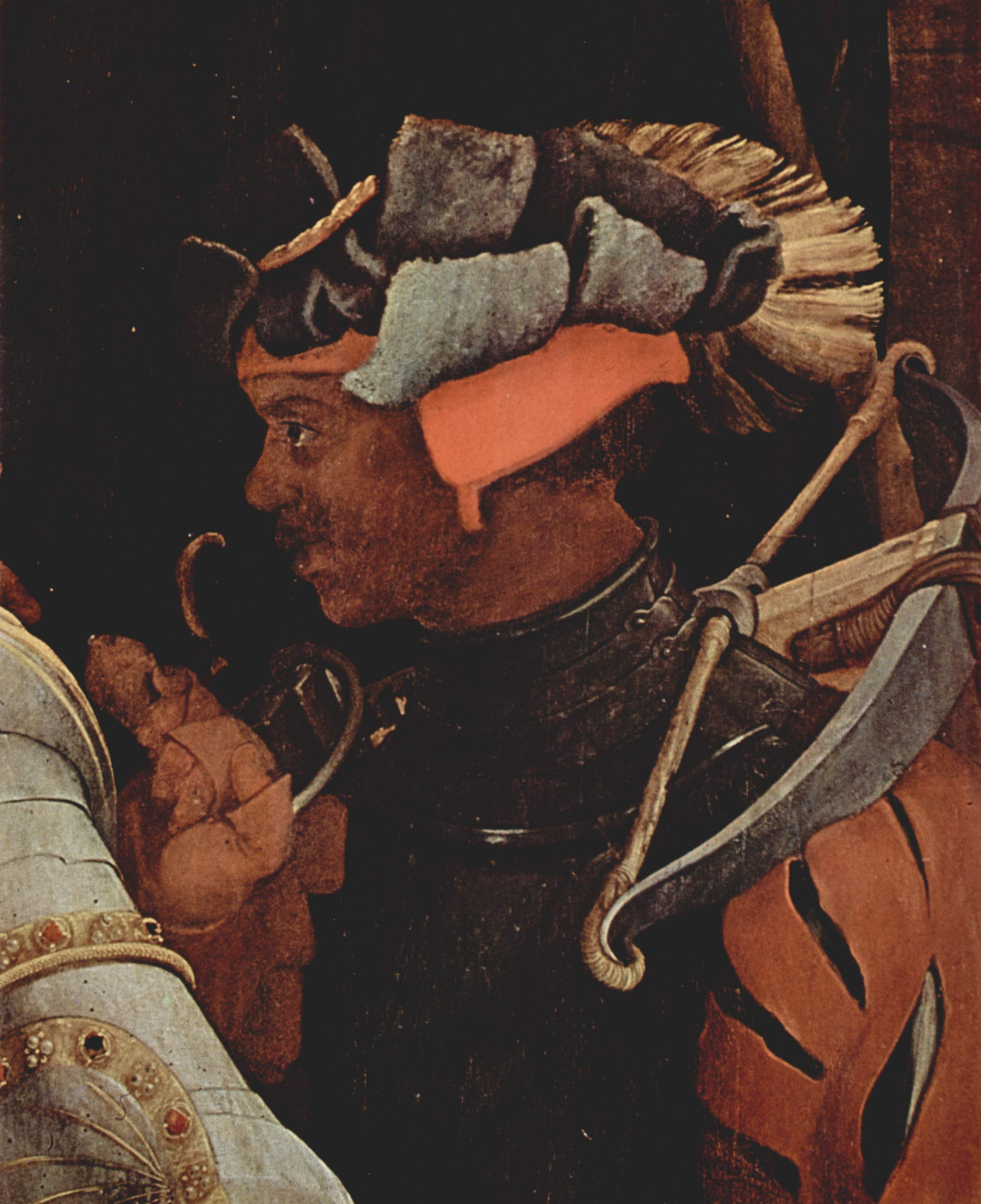
Постать на другому плані
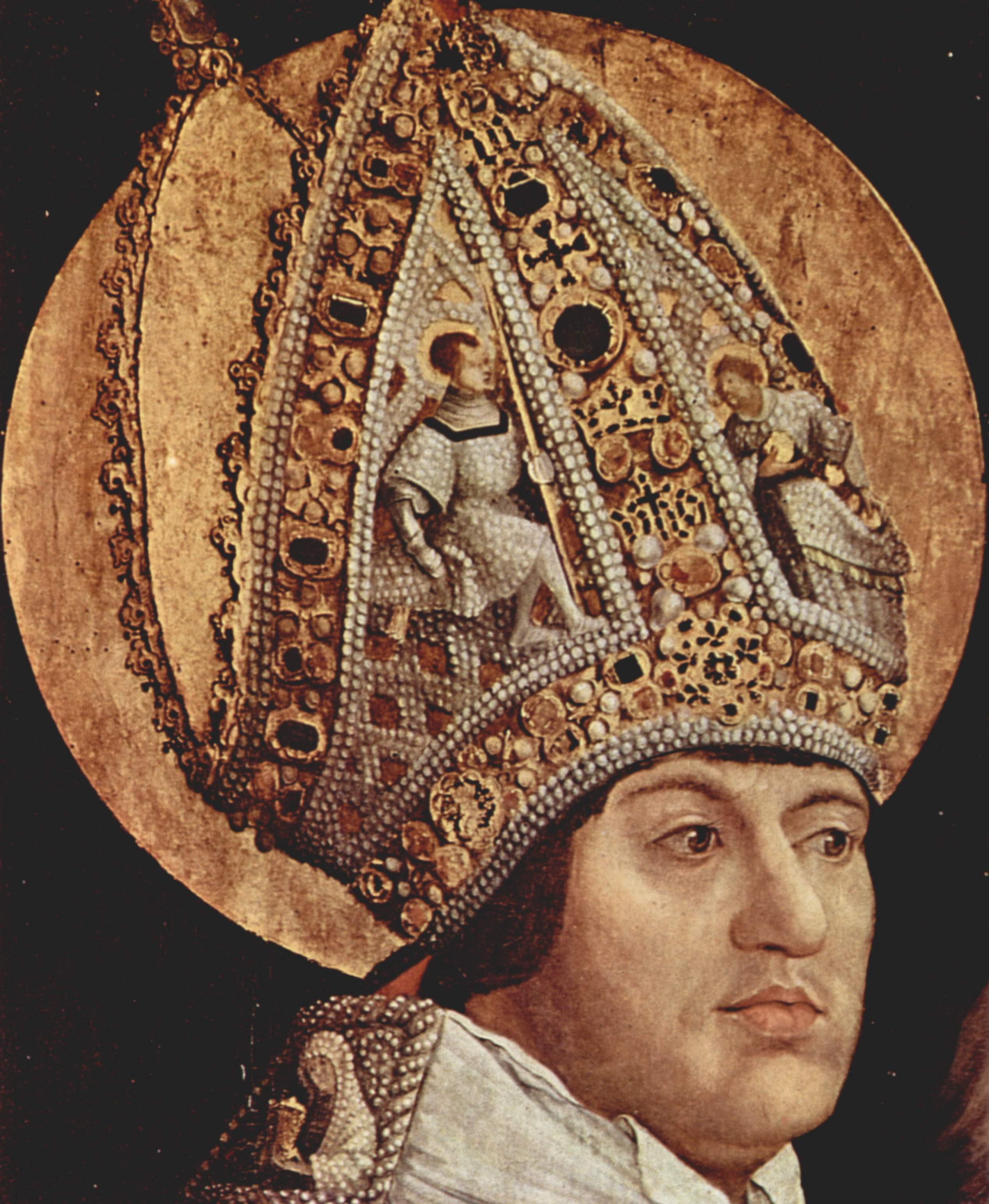
Святий Еразм
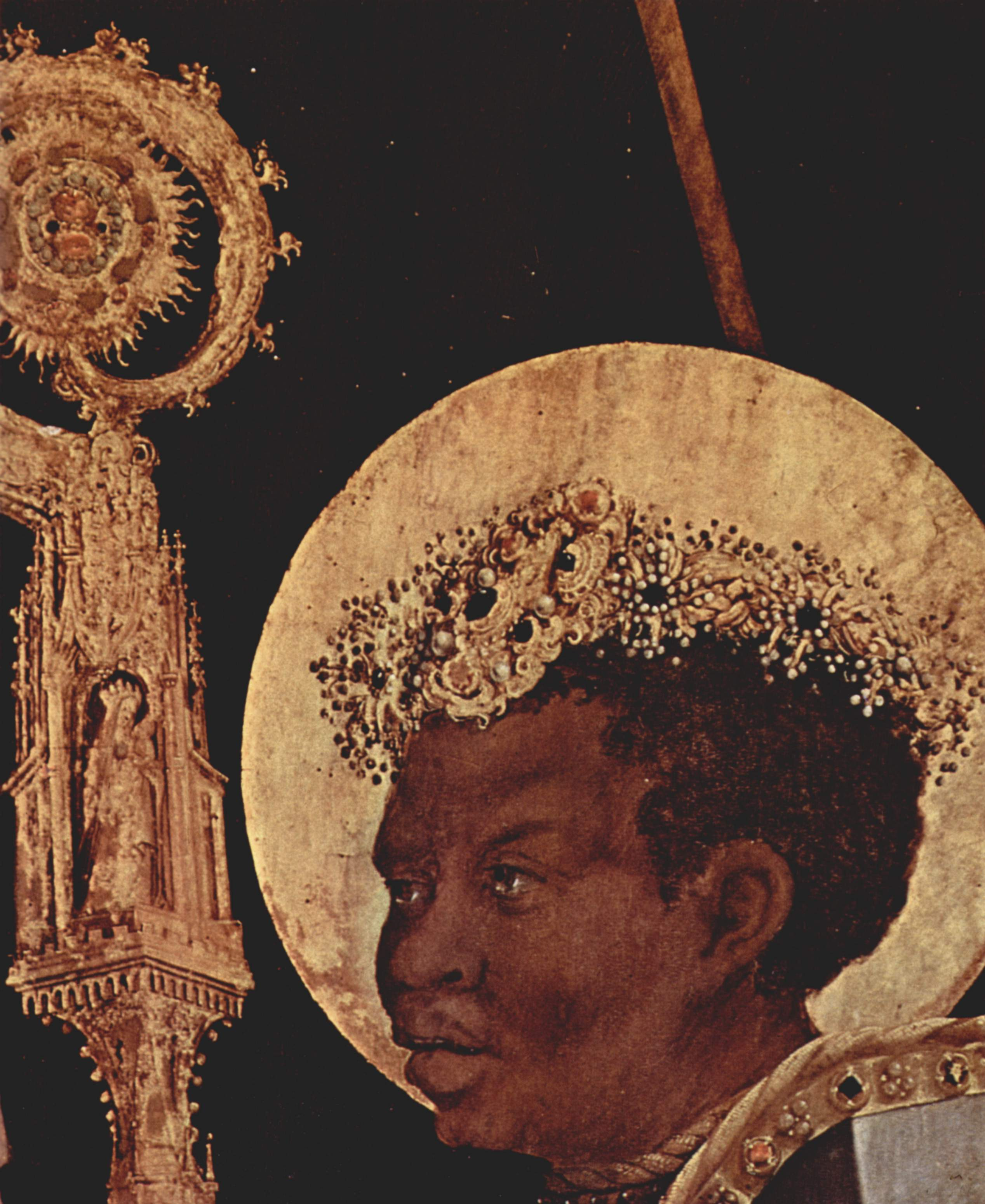
Святий Маврикій

## Історія
Замовником картини був Альбрехт Бранденбурзький, фанатичний і могутній супротивник Реформації, який у 1514 році служив архієпископом Майнца і Магдебурга і єпископом Хальберштадта, у 1518 році став кардиналом, а пізніше канцлером Священної Римської імперії. Саме він, відомий за численними портретами того часу, зображений в образі святого Еразма. Альбрехт Бранденбурзький заснував в Галлі товариство святого Моріца, для церкви якого Грюневальд, котрий з 1516 року був придворним художником в Ашаффенбурзі, написав цю картину. Товариство невдовзі було ліквідоване і у 1541 році замовник наказав перенести полотно в Ашаффенбург. Картина експонується в Старій пінакотеці з часу її відкриття у 1836 році.